# Sophora
A Sophora a hüvelyesek (Fabales) rendjébe, ezen belül a pillangósvirágúak (Fabaceae) családjába tartozó nemzetség.

## A fajcsoportjai
Az alábbi fajokat a következő 4 fajcsoportba sorolják be: Sophora sect. Disamaea, Sophora sect. Edwardsia, Sophora sect. Pseudosophora és Sophora sect. Sophora.

## Rendszerezés
A nemzetségbe az alábbi 62 faj tartozik:
- Sophora affinis Torr. & A.Gray
- Sophora albescens (Rehder) C.Y.Ma
- Sophora albopetiolulata Leonard
- Sophora alopecuroides L.
- Sophora bakeri C.B.Clarke ex Prain
- Sophora benthamii Steenis
- Sophora brachygyna C.Y.Ma
- Sophora cassioides (F.Phil.) Sparre
- Sophora chathamica Cockayne
- Sophora chrysophylla (Salisb.) Seem.
- Sophora davidii (Franch.) Skeels
- Sophora denudata Bory
- Sophora dunii Prain
- Sophora exigua Craib
- Sophora fernandeziana (Phil.) Skottsb.
- Sophora flavescens Aiton
- Sophora franchetiana Dunn
- Sophora fraseri Benth.
- Sophora fulvida (Allan) Heenan & de Lange
- Sophora gibbosa (DC.) Yakovlev
- Sophora godleyi Heenan & de Lange
- Sophora howinsula (W.R.B.Oliv.) P.S.Green
- Sophora huamotensis Mattapha, Suddee & Rueangr.
- Sophora inhambanensis Klotzsch
- Sophora interrupta Bedd.
- Sophora jaubertii Spach
- Sophora koreensis Nakai
- Sophora leachiana M.E.Peck
- Sophora lehmannii (Bunge) Yakovlev
- Sophora linearifolia Griseb.
- Sophora longicarinata G.Simpson & J.S.Thomson
- Sophora longipes Merr.
- Sophora macnabiana (Graham) Skottsb.
- Sophora macrocarpa Sm.
- Sophora mangarevaensis H.St.John
- Sophora masafuerana (Phil.) Skottsb.
- Sophora microcarpa C.Y.Ma
- Sophora microphylla Aiton
- Sophora mollis (Royle) Graham ex Baker
- Sophora molloyi Heenan & de Lange
- Sophora moorcroftiana (Benth.) Benth. ex Baker
- Sophora nuttalliana B.L.Turner
- Sophora oblongata P.C.Tsoong
- Sophora pachycarpa Schrenk ex C.A.Mey.
- Sophora praetorulosa P.T.Li
- Sophora prostrata Buchanan
- Sophora raivavaeensis H.St.John
- Sophora rapaensis H.St.John
- Sophora reedeana (Phil.) Yakovlev
- Sophora saxicola Proctor
- Sophora songarica Schrenk
- Sophora stenophylla A.Gray
- Sophora tetraptera J.S.Muell.
- Sophora tomentosa L. - típusfaj
- Sophora tonkinensis Gagnep.
- Sophora toromiro (Phil.) Skottsb.
- Sophora velutina Lindl.
- Sophora violacea Thwaites
- Sophora wightii Baker
- Sophora xanthoantha C.Y.Ma
- Sophora yunnanensis C.Y.Ma
- Sophora zeylanica Trimen